# Sieliszcza (sielsowiet Wysokaje)
Sieliszcza (biał. Селішча; ros. Селище, Sieliszcze) – wieś na Białorusi, w obwodzie witebskim, w rejonie orszańskim, w sielsowiecie Wysokaje, przy linii kolejowej Moskwa - Brześć.